# Erygia usta
Erygia usta là một loài bướm đêm trong họ Noctuidae.